# Знак абзаца
Знак (символ) абзаца (¶; Юникод U+00B6, HTML &para;) — символ для обозначения окончания абзаца.

## Происхождение
Предполагается, что знак ¶ происходит от латинской буквы C, так как латинское слово capitulum означает «глава».

## Современное использование
Знак абзаца используется в программах компьютерной вёрстки и текстовых редакторах для обозначения наличия непечатного спецкода перевода строки в конце абзаца.

## Знаки абзаца в восточных языках
В китайском языке знак абзаца обозначается тонким кругом 〇 такого же размера, как и обычные иероглифы. Этот же знак служит обозначением нуля. Как знак абзаца 〇 появлялся только в старых книгах.
В тайском языке знак ๛ может использоваться для обозначения конца раздела, главы или документа.
В санскрите две вертикальные линии || могут обозначать конец абзаца.

## Знак абзаца в корректуре
В корректуре принято использовать другой знак абзаца, похожий на букву Z. Именно этот знак послужил мотивом статуэтки-приза антипремии «Абзац».

## Юникод
Кроме обычного знака абзаца, в Юникоде также присутствуют знак абзаца с загнутым основным штрихом U+2761 ❡ curved stem paragraph sign ornament (HTML &#10081;), зеркальный знак абзаца U+204B ⁋ reversed pilcrow sign (HTML &#8267;) и исторический вариант знака capitulum U+2E3F ⸿ capitulum (HTML &#11839;)